# رائد الأعمال الاجتماعية بالشركة
يُعرف رائد الأعمال الاجتماعية بالشركة (CSE) بأنه "موظف في الشركة يعمل على نحو يتسم بريادة الأعمال الاجتماعية؛ من خلال تحديد فرص النشاط المسؤول اجتماعيًا و/أو تعزيزه؛ بالإضافة إلى مساعدة الشركة في تحقيق أهدافها في العمل. ويعمل رائد الأعمال الاجتماعية بالشركة بغض النظر عن السياق التنظيمي المنصب مسبقًا على المسؤولية الاجتماعية للشركات (CSR). ويرجع ذلك إلى أن رائد الأعمال الاجتماعية بالشركة يكون مدفوعًا بقيمه الشخصية التي تتسامى عن رغبات الذات (أي المعنية بسعادة الآخرين)، وليس بالقيم الشخصية الساعية لتحسين أحوال الذات. ومن ثم، فليس بالضرورة أن يكون لرائد الأعمال الاجتماعية بالشركة دور وظيفي مسؤول اجتماعيًا، أو أن يشغل منصبًا بالإدارة العليا لكي يحقق خططه المسؤولة اجتماعيًا.

## الصلة بالمفاهيم الأخرى
يرتبط مفهوم رائد الأعمال الاجتماعية بالشركة بشكل أساسي بمجال المسؤولية الاجتماعية للشركات. ولذلك، فهو يرتبط بكلٍ من الممارسين والباحثين في مجال الأعمال والإدارة، ولا سيما بمجالات أخلاقيات الأعمال؛ والسلوك التنظيمي؛ وريادة الأعمال؛ وإدارة الموارد البشرية؛ والإدارة الإستراتيجية. بالإضافة إلى ذلك، فإن هذا المفهوم يرتبط بطبيعته بمفهوم القيم الشخصية: فهو، في حد ذاته، مجال من الدراسة مُستمَد من علم الاجتماع؛ وعلم الإنسان وعلم النفس الاجتماعي. هذا فضلاً عن أنه نظرًا لارتباط المفهوم بالأفكار المتعلقة بالتمثيل، فيعني ذلك أنه يتصل بالفلسفة الأخلاقية. وهذا التعقيد يعكس طبيعة التخصصات المتداخلة في مجال المسؤولية الاجتماعية للشركات.

## معلومات عامة
ظهر مفهوم رائد الأعمال الاجتماعية بالشركات للمرة الأولى في عام 2002 من ورقة عمل مفاهيمية نُشِرت في سلسلة مذكرات الأبحاث بكلية الأعمال في جامعة هل. ونصت هذه الورقة على أن رائد الأعمال الاجتماعية بالشركات يمكن أن يكون مدفوعًا أيضًا بوازع إيثاري مُستمَد من قيم المديرين الشخصية، بالإضافة إلى الحوافز السياسية الكلية والاقتصادية الواضحة لرائد الأعمال الاجتماعية بالشركات. وقد عكس ذلك الجدل الأخلاقي العملي والفلسفي المعتاد فيما يتعلق بالتمثيل الأخلاقي. وتبع هذه الورقة ورقة مؤتمر في المملكة المتحدة ألقت الضوء على أهمية أن يتسم رائد الأعمال الاجتماعية بالشركات بالتعقل الإداري  ونُشِرت هذه الورقة في العام التالي في دورية أخلاقيات الأعمال (Journal of Business Ethics). في هذه الورقة الأخيرة، تمت مناقشة مفهوم «التعقل في ريادة الأعمال» باعتباره متطلبًا في رائد الأعمال الاجتماعية بالشركات يتم إغفاله.
وبعد ذلك، صيغ مصطلح رائد الأعمال الاجتماعية بالشركات للمرة الأولى في بحث قُدِم في المؤتمر الأوروبي السنوي السابع عشر لشبكات أخلاقيات الأعمال في يونيو 2004. وفي هذا البحث، تم تعريف مصطلح رائد الأعمال الاجتماعية بالشركة لأول مرة وتمييزه عن الأنواع المختلفة من رواد الأعمال الاجتماعية، وهي: رائد الأعمال التنفيذي «العادي»؛ ورائد الأعمال الداخلي؛ ورائد أعمال السياسات ورائد الأعمال الاجتماعي أو العام. (انظر أيضًا أوستين وآخرين، 2006أ للاطلاع على وصف لأوجه التشابه والاختلاف بين ريادة الأعمال الاجتماعية والتجارية). كان هذا المبدأ يُناقَش في البداية من حيث علاقته بالمديرين. لكن سرعان ما اتسع نطاقه ليشمل الموظفين في أي مستوى بالشركة، بغض النظر عن وضعهم الوظيفي الرسمي. فلكي تكون رائد أعمال اجتماعية بالشركة، ليس عليك أن تكون مديرًا بالضرورة. فعلو المنصب الوظيفي ليس ضروريًا، وإن كان مفيدًا بالتأكيد في هذا الشأن.
ظهر مفهوم هيمنجواي لرائد الأعمال الاجتماعية بالشركة نتيجة لخبرتها الشخصية في العمل كموظفة تنفيذية في مجال التسويق بعالم الشركات، كما كان ذلك موضوع بعض الأبحاث التجريبية الاستكشافية أيضًا . وقد ألهمها في هذا المفهوم أيضًا وود الذي أشار في السابق إلى «التدريب الأخلاقي، والخلفية الثقافية، والتفضيلات...والخبرات الحياتية...التي تدفع السلوك الإنساني»؛ ليدعم بذلك نموذج تريفينو «التفاعلي» المفاهيمي لصنع القرار الأخلاقي في المنظمات. اشتمل نموذج تريفينو على عوامل وساطة فردية وموقفية تجتمع مع مستوى الفرد في التنمية الأخلاقية المعرفية، لإصدار سلوك أخلاقي أو غير أخلاقي. ورغم إجراء دراسات حول أنشطة رواد العمل البيئي في العمل  أو غيرهم من قادة التغيير، فلم تتناول أيٌ من هذه الدراسات بوجه خاص دور القيم الشخصية للموظفين في ريادة الأعمال فيما يتعلق بالمسؤولية الاجتماعية للشركات (CSR).
ومن ثم، فإن الصلة بين الأفكار الفلسفية للشخصية الأخلاقية، باعتبارها مؤثرًا على المسؤولية الاجتماعية للشركات (CSR) ومرتبطة بالمفهوم النفسي للسلوك الاجتماعي، تقدم نقطة تركيز مختلفة عن العوامل الدافعة الهيكلية لرواد الأعمال الاجتماعية بالشركات والتي تتم مناقشتها عادةً، وهي العوامل المتمثلة في إستراتيجية العمل في صورة أنشطة العلاقات العامة؛ والتشجيع من الحكومة أو السياق المؤسسي (انظر أيضًا إحسان).

## منظور أخلاقيات الأعمال
من الأمور المهمة أنه رغم اشتراك رائد الأعمال الاجتماعية ورائد الأعمال الاجتماعية بالشركات في هدف خلق قيمة اجتماعية: فإن منظور أخلاقيات الأعمال يشجعنا على طرح السؤال التالي ‘ما الغاية من ذلك؟" وأخلاقيات الأعمال مفيدة هنا، إذ أنها تستخدم أطر فكرية لتشجيعنا على التفكير بعمق في الوسائل والغايات. على سبيل المثال، فكرة خلق رائد الأعمال الاجتماعية بالشركة لقيمة اجتماعية تفيد كلاً من الشركة والمجتمع  تُسمَى "المصلحة الذاتية المستنيرة". على الجانب الآخر، فإن المنظور المتعلق بالواجب يتناول السلوكيات المسؤولة اجتماعيًا باعتبارها مدفوعة بحس الواجب تجاه المجتمع لدى الفرد، والذي يمكن النظر إليه من منظور الإيثار. والإيثار، بالطبع، يصعب للغاية دعمه تجريبيًا، وإن كانت هناك العديد من الدراسات التي تناولت السلوك الاجتماعي والدعم لمفهوم القيم الشخصية المتسامية على رغبات الذات (المنصبة على الآخرين) في علم النفس الاجتماعي.

## تهديد أم فرصة؟
يؤدي بنا كل ذلك إلى التعقيد المتأصل في موضوع المسؤولية الاجتماعية للشركات، من حيث ارتباطها بنظرية المساهمين وطبيعتها «محل النزاع بشكل أساسي». لذا، بينما أظهرت بعض الدراسات وجود علاقة إيجابية بين المسؤولية الاجتماعية للشركات والأداء المالي، تتناول دراسات أخرى بالبحث حاليًا مفهوم الأداء غير المتعلق بالأسواق .Consequently, وبالتالي، فإن مفهوم رائد الأعمال الاجتماعية بالشركة أمر خلافي بالقدر نفسه: ليس فقط بسبب الجدل القائم حول دور الأعمال وما إذا كانت المسؤولية الاجتماعية للشركات تعزز من الأداء المالي أم لا؛ وإنما أيضًا لأن مفهوم تعقل الموظف قد تم تعريفه كعامل أساسي فيما يتعلق بالتوجه الاجتماعي نحو العمل أو الشخصية الأخلاقية (بالمفهوم الفلسفي القديم). وبينما يُنظَر أيضًا إلى السلوك غير الأخلاقي بأنه نتاج التعقل والتمثيل: فإن انعدام مسؤولية الشركة،  الذي شكل نقطة الارتكاز الأساسية في دراسة أخلاقيات الأعمال، يُعَد غير كافيًا ومجرد نقطة بدء إذا كان مطلوبًا من المنظمات تطوير سياق تنظيمي مسؤول اجتماعيًا. وكان ذلك وثيق الصلة بوجه خاص في الأزمة المالية العالمية التي حدثت بسبب المخالفات والهفوات في حوكمة الشركات والنزاهة الشخصية.

## كتابات أخرى
- Archer, M.S., Being Human: The Problem of Agency, Cambridge University Press, Cambridge. 2000.
- Austin, J.; Stevenson, H. and Wei-Skillern, J., Social Entrepreneurship and Commercial Entrepreneurship: Same, Different, or Both? Entrepreneurship, Theory and Practice 30(1), 1–22. 2006a
- Austin, J.; Leonard, H.; Reficco, E. and Wei-Skillern, J. Social Entrepreneurship: It is for Corporations tooin Social Entrepreneurship: New Models of Sustainable Social Change A. Nicholls, ed., Oxford University Press, Oxford. 2006b, pp. 169 – 181.
- Austin, J.; Leonard, H; Reficco, E. and Wei-Skillern, J. Corporate Social Entrepreneurship: A New Vision for CSR in The Accountable Corporation: Corporate Social Responsibility Volume 3 M. Epstein and K. Hanson, eds., Praeger, Westport, CT. 2006c, pp. 237 – 247.
- Bierhoff, H.-W., Prosocial Behaviour, Psychology Press, Hove. 2002.
- Corporate social entrepreneurship. Crane and Matten Blog: an informed and thought-provoking analysis of what lies behind the headlines and headaches of business ethics and corporate social responsibility. 18 March 2010.
- Crane, A. and Matten, D., Business Ethics A European Perspective: Managing Corporate Citizenship and Sustainability in the Age of Globalization, 3rd ed., Oxford University Press, Oxford, 2010.
- http://mariaflorenciasegura.blogspot.com/. CSE Blog in Spanish.
- Drumwright, M.E., Socially Responsible Organisational Buying: Environmental Concern as a Noneconomic Buying Criterion. Journal of Marketing 58[July], 1–19. 1994.
- Fisher, C. and Lovell, A., Business Ethics and Values, 2nd ed., Pearson Education, Harlow, U.K. 2006.
- Friedman, M., The Social Responsibility of Business is to Increase Its Profits. The New York Times Magazine, 13 September, 1–13. 1970.
- Hemingway, C.A., An Exploratory Analysis of Corporate Social Responsibility: Definitions, Motives and Values, Research Memorandum No. 34, University of Hull Business School. 2002. ISBN 1 90203 424
- Hemingway, C.A., Personal Values as the Catalyst for the Corporate Social Entrepreneur. 17th Annual European Business Ethics Network (EBEN) Conference (‘Ethics and Entrepreneurship’), University of Twente, Enschede, The Netherlands, 24/26 June 2004.

- Hemingway, C.A., Personal Values as a Catalyst for Corporate Social Entrepreneurship, Journal of Business Ethics, 60(3), pp. 233–249. 2005.
- Hemingway, C.A., What Determines Corporate Social Entrepreneurship? Antecedents and Consequences, Conditions and Character Traits. Presented at the PhD Workshop, ‘CSR and Sustainable Business’, School of Management and Entrepreneurship, Katholieke Universitat Leuven, Belgium, 5 May 2006.
- Hemingway, C.A., Corporate Social Entrepreneurship In Idowu, S.O., Capaldi, N., Zu, L. and Das Gupta, A. (eds)., The Encyclopedia of Corporate Social Responsibility. Springer, 2012. e-ISBN 978-3-642-28036-8 (10 pages.)
- Hemingway, C.A., Corporate Social Entrepreneurship: Integrity Within. Cambridge University Press, 2013. ISBN 978-1-107-00720-8. Can be pre-ordered on
- Hemingway, C.A. and Maclagan, P.W. (2003), Managers' Individual Discretion and Corporate Social Responsibility: the Relevance of Personal Values. 7th European Business Ethics Network (EBEN- UK) U.K. Annual Conference, and the 5th Ethics and Human Resource Management Conference, Selwyn College, Cambridge, 7–8 April 2003. ISBN 1-84233-087-X.
- Hemingway, C.A. and Maclagan, P.W., Managers Personal Values as Drivers of Corporate Social Responsibility, Journal of Business Ethics, 50(1), March (I), pp. 33–44. 2004.
- Jones, T.M., Instrumental Stakeholder Theory: a Synthesis of Ethics and Economics. Academy of Management Review 20[2], 404–437. 1995.
- Kohlberg, L., in Handbook of Socialization Theory and Research D.A. Goslin, ed., Rand McNally, Chicago. 1969, pp. 347–480.
- Lovell, A., Moral Agency as Victim of the Vulnerability of Autonomy. Business Ethics: A European Review 11[1], 62–76. January 2002.
- Maclagan, P.W., Management and Morality, Sage, London. 1998.
- McWilliams A. and Siegel, D., Corporate Social Responsibility: A Theory of the Firm Perspective. Academy of Management Review 26[1], 117–127. 2001.
- Monbiot, G., Captive State: The Corporate Takeover of Britain, Macmillan, London. 2000.
- Moon, J., in The International Directory of Corporate Philanthropy C. Hartley, ed., Europa, London. 2003.
- Schwartz, S.H. and Bilsky, W., Toward a Universal Psychological Structure of Human Values. Journal of Personality and Social Psychology 53 [3], 550–562. 1987.
- Schwartz, S. H. and Boehnke, K., Evaluating the Structure of Human Values with Confirmatory Factor Analysis. Journal of Research in Personality 38, 230–255. 2004.
- Soros, G., The Crisis and What to Do About It. The New York Review of Books 55[19], 4 December 2008. Accessed online http://www.nybooks.com/articles/22113 April 2009.
- Trevino, L. K., Ethical Decision Making in Organizations: a Person-Situation Interactionist Model. Academy of Management Review 11[3 ], 601–617. 1986.
- Wood, D. L., Corporate Social Performance Revisited. Academy of Management Review 16[4], 691–718. 1991.